# Hortus Donatensis
Hortus Donatensis (abreviado Hort. Donat.) fue un libro con descripciones botánicas que fue editado por el botánico y pteridólogo francés Jules Emile Planchon. Fue publicado en París en el año 1858.